# Bauhinia petersiana
Bauhinia petersiana är en ärtväxtart som beskrevs av Carl August Bolle. Bauhinia petersiana ingår i släktet Bauhinia och familjen ärtväxter.

## Underarter
Arten delas in i följande underarter:
- B. p. macrantha
- B. p. petersiana